# Station Bangor (Gwynedd)
Bangor (Gwynedd) is een spoorwegstation van National Rail in Wales. 

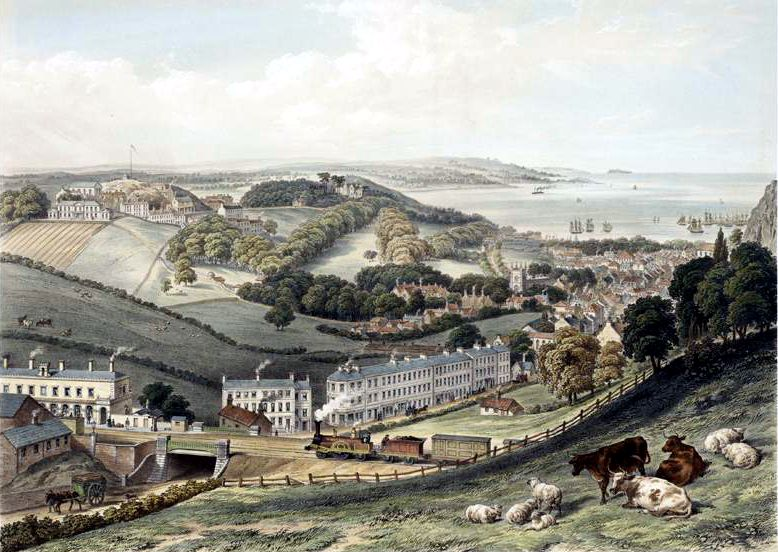
Overzicht, circa 1850